# هايلاند ليكس
هايلاند ليكس (بالإنجليزية: Highland Lakes)‏ هي مدينة أمريكية تقع في ولاية ألاباما.ويبلغ عدد سكانها 3926 نسمة حسب إحصاء سنة 2010 م.